# Varmbadhuset, Söderhamn

Söderhamns varmbadhus, Lönnen 7, var under åren 1905–1980 ett badhus beläget i kvarteret Lönnen vid Kungsgatan i Söderhamn.
Varmbadhuset uppfördes av AB Söderhamns Badinrättning och bygget inleddes sommaren 1904 och öppnades i maj 1905. Det uppfördes efter stadsingenjör Gustaf Hultquists planritningar, medan fasaderna och den maskinella inredningen var ritad av arkitekt Wilhelm Klemming i Stockholm. Då de inkomna anbuden visade sig vara alltför kostsamma uppfördes det genom styrelsens försorg med stadsingenjören som byggnadskontrollant och kostnaden för byggnaden uppgick till omkring 23 000 kronor.
Badhuset som var uppfört i tegel, cement och järn, inrymde i källarvåningen den för uppvärmning av vatten och värmeledning erforderliga lågångtryckspannan, så konstruerad att den automatiskt reglerades, varigenom särskild maskinist blev obehövlig. Pannan levererades av Söderhamns Mekaniska Verkstad och betingade ett pris av 18 900 kronor. I källarvåningen fanns även badhuset tvättinrättning, med torkinrättning och mangel samt en varmvattencisternrymmande 4 kubikmeter vatten och förrådsrum för bland annat bränsle.
Bottenvåningen innehöll bostad för badmästaren, tre karbadhytter med avklädningsrum, turkiskt bad, finsk bastu, tio avklädningshytter, simhall med bassäng av betong, duschar och ett större väntrum. I våningen en trappa upp fanns första klassens bad i huvud inrett i likhet med det nedre. Där fanns ett rymligt väntrum hållet i grönt med grönlaserade bambumöbler, fyra karbadhytter med sex avklädningshytter, turkiskt bad, finsk bastu, tolv avklädningshytter, hållna i mahognylasering, duschar samt simhall med bassäng. Den senare upptog omkring 40 kvadratmeter och var invändigt klädd med grönfärgade porslinsplattor.
Inredningen utfördes helt av lokala firmor i Söderhamn. De elektriska installationerna utfördes av Per August Johansson i Söderhamn och cementarbetena av AB Skånska Cementgjuteriet i Stockholm. Den totala kostnaden uppgick till 68 000 kronor; till detta lämnade Söderhamns spritbolag ett anslag på 16 000 kronor, Söderhamns Sparbank 10 000 kronor, medan Söderhamns stad tillhandahöll fri tomt. Bolagets eget kapital uppgick till 10 000 kronor.
Under årens lopp varmbadhuset genomgick endast vissa mindre förändringar. Bland annat avskaffades på 1940-talet första klass, varefter det var dambad på övre våningen och herrbad på nedre. Gästrike-Hälsinge hembygdsförbund genomförde 1974 en byggnadsinventering i Söderhamns kommun, enligt vilken varmbadhuset ansågs ingå i ett ur kulturhistorisk synpunkt värdefullt och sammanhängande miljöområde. Trots detta beslutade kommunen 1979 att riva de fyra byggnaderna i kvarteret Lönnens norra del för att ge plats åt ett byggnadskomplex innehållande bland annat apotek, arbetsförmedling, försäkringskassa och hälsocentral, något som genomfördes året därpå. Varmbadhuset ersattes av en ny simhall vid Hällåsen.